# بوشيني بيروي
بوشيني بيروفي (الاسم العلمي: Puccinia peruviana) هو نوع من الفطريات يتبع جنس البوشيني من فصيلة البوشينية.